# Jiaqiao (köpinghuvudort i Kina, Hunan Sheng, lat 29,17, long 111,50)
Jiaqiao är en köpinghuvudort i Kina. Den ligger i provinsen Hunan, i den södra delen av landet, omkring 180 kilometer nordväst om provinshuvudstaden Changsha. Antalet invånare är 26 307. Befolkningen består av 12 824 kvinnor och 13 483 män. Barn under 15 år utgör 13,0 %, vuxna 15-64 år 71 %, och äldre över 65 år 14,0 %.
Runt Jiaqiao är det tätbefolkat, med 276 invånare per kvadratkilometer. Närmaste större samhälle är Zoushi, 14,2 km söder om Jiaqiao. I omgivningarna runt Jiaqiao växer huvudsakligen savannskog.
Genomsnittlig årsnederbörd är 1 706 millimeter. Den regnigaste månaden är maj, med i genomsnitt 303 mm nederbörd, och den torraste är december, med 32 mm nederbörd.